# Tim Raue isst!
Tim Raue isst! mit dem Untertitel So vielfältig schmeckt Deutschland ist eine Koch-Reportagenserie, die seit Anfang Juli 2024 bei dem kostenpflichtigen Streaminganbieter MagentaTV läuft. Tim Raue besucht gastronomische Betriebe in Deutschland, die kulinarische Spezialitäten anbieten. Dabei stehen die Zutaten und Zubereitungsmethoden sowie die Menschen dahinter im Fokus.

## Format
In jeder Folge wird ein Lokal besucht, in dem ein typisches Gericht gekocht wird. Raue spricht mit den Betreibern und schaut sich die Zubereitung des jeweiligen Gerichts an. Am Ende jeder Folge vergibt er an das Lokal eine Plakette.

## Episodenliste

### Staffel 1 (2024–2025)
- Berlin: Mustafa’s Gemüse Kebab – Döner-Kebab (4. Juli 2024)[3]
- Ulm: Edda Brasserie – Vegetarische Maultaschen (8. August 2024)[3][4]
- Dresden: Makamaka – Burger (12. September 2024)[3][5]
- Hamburg: Fischereihafen Restaurant – Kabeljau (10. Oktober 2024)[3]
- Köln: Gasthaus Scherz – Wiener Schnitzel (13. Februar 2025)[6][3]